# Tamarix hampeana
Tamarix hampeana är en tamariskväxtart som beskrevs av Pierre Edmond Boissier och Heldr. Tamarix hampeana ingår i släktet tamarisker, och familjen tamariskväxter. Utöver nominatformen finns också underarten T. h. philistaea.